# Sartak Khan
Sartak Khan (o Sartaq Khan o Sertaq Khan) fou kan de l'ulus de Jotxi (conegut más tard com Horda d'Or) i de l'Horda Blanca, fill i successor de Batu Khan. Hauria estat nomenat vers 1255 i hauria mort el 1256.
Ja en vida del seu pare, als darrers anys, aquest li havia confiat en part el govern; tenia el comandament dels mongols acampats entre el Don i el Volga mentre el pare vivia al Volga. Era cristià nestorià i això es va saber a Occident, però això és discutit per Rubruquis que pensa que era només era façana. Batu tenia 16 esposes, sent la principal Borakchin, probablement la mare dels quatre fills Sartak, Tutukan, Andewan i Ulaghji; com que Batu tenia germans, segons les lleis successòries mongoles cap dels fills tenia dret al tron, que passava al germà gran del difunt que sembla que era Berke Khan. Tot i així Sartak fou nomenat hereu. Mongke, el gran kan, va convocar un kuriltay el 1255 a celebrar l'any següent en un lloc anomenat Orbolguetu, al que va assistir Sartak i estava en camí quan va rebre notícia de la mort del seu pare; és probable que Mongke nomenés a Sartak com a successor. A la tornada hauria mort enverinat per alguns parents (probablement Berke Khan i Berekjar Khan, quart i novè fills de Jotxi).
Segons Rashid al-Din, al saber-se la mort de Sartak, Mengku va designar successor a Ulaghji o Ulatchi, que era germà de Sartak amb la mare Borakchin com a regent. És possible que això sigui un error i que Rashid al-Din hagués confós Ulaghji amb un personatge del mateix nom que Berke Khan va nomenar com a delegat a Rússia.

## Genealogia
|  |                            |  |  |  |  |  |  |  |  |  |  |  |  |  |  |  |
|  | Yesugei Baghatur           |  |  |  |  |  |  |  |  |  |  |  |  |  |  |  |
|  |                            |  |  |  |  |  |  |  |  |  |  |  |  |  |  |  |
|  |                            |  |  |  |  |  |  |  |  |  |  |  |  |  |  |  |
|  | Genguis Kan                |  |  |  |  |  |  |  |  |  |  |  |  |  |  |  |
|  |                            |  |  |  |  |  |  |  |  |  |  |  |  |  |  |  |
|  |                            |  |  |  |  |  |  |  |  |  |  |  |  |  |  |  |
|  | Ho'elun                    |  |  |  |  |  |  |  |  |  |  |  |  |  |  |  |
|  |                            |  |  |  |  |  |  |  |  |  |  |  |  |  |  |  |
|  |                            |  |  |  |  |  |  |  |  |  |  |  |  |  |  |  |
|  | Jotxi                      |  |  |  |  |  |  |  |  |  |  |  |  |  |  |  |
|  |                            |  |  |  |  |  |  |  |  |  |  |  |  |  |  |  |
|  |                            |  |  |  |  |  |  |  |  |  |  |  |  |  |  |  |
|  | Dei Sechen                 |  |  |  |  |  |  |  |  |  |  |  |  |  |  |  |
|  |                            |  |  |  |  |  |  |  |  |  |  |  |  |  |  |  |
|  |                            |  |  |  |  |  |  |  |  |  |  |  |  |  |  |  |
|  | Börte Ujin                 |  |  |  |  |  |  |  |  |  |  |  |  |  |  |  |
|  |                            |  |  |  |  |  |  |  |  |  |  |  |  |  |  |  |
|  |                            |  |  |  |  |  |  |  |  |  |  |  |  |  |  |  |
|  | Batu Khan                  |  |  |  |  |  |  |  |  |  |  |  |  |  |  |  |
|  |                            |  |  |  |  |  |  |  |  |  |  |  |  |  |  |  |
|  |                            |  |  |  |  |  |  |  |  |  |  |  |  |  |  |  |
|  | Oki Fajin Khatun Qonqirat  |  |  |  |  |  |  |  |  |  |  |  |  |  |  |  |
|  |                            |  |  |  |  |  |  |  |  |  |  |  |  |  |  |  |
|  |                            |  |  |  |  |  |  |  |  |  |  |  |  |  |  |  |
|  | Sartaq Khan                |  |  |  |  |  |  |  |  |  |  |  |  |  |  |  |
|  |                            |  |  |  |  |  |  |  |  |  |  |  |  |  |  |  |
|  |                            |  |  |  |  |  |  |  |  |  |  |  |  |  |  |  |
|  | Boraqcin dels tàtars Alchi |  |  |  |  |  |  |  |  |  |  |  |  |  |  |  |
|  |                            |  |  |  |  |  |  |  |  |  |  |  |  |  |  |  |
|  |                            |  |  |  |  |  |  |  |  |  |  |  |  |  |  |  |

| Sartak Khan Casa de Borjigin (Боржигин) (1206–1634) Mort: 1256 |                                   |                      |
| Precedit per: Batu Khan                                        | khan de l'Ulus de Jotxi 1255–1256 | Succeït per: Ulaghji |
| Precedit per: Batu Khan                                        | Khan de l'Horda Blanca 1255–1256  | Succeït per: Ulaghji |